# Psychotria rapensis
Psychotria rapensis är en måreväxtart som beskrevs av Forest Buffen Harkness Brown. Psychotria rapensis ingår i släktet Psychotria och familjen måreväxter. Inga underarter finns listade i Catalogue of Life.